# Dans la chaleur de la nuit (film)
Pour les articles homonymes, voir Dans la chaleur de la nuit et In the Heat of the Night.
Ne doit pas être confondu avec Color of Night (La Couleur de la nuit au Québec)
Série
Appelez-moi Monsieur Tibbs
(1970)
Pour plus de détails, voir Fiche technique et Distribution.
Dans la chaleur de la nuit (In the Heat of the Night) est un film américain réalisé par Norman Jewison, sorti en 1967 ayant obtenu cinq Oscars en 1968 dont celui du meilleur film. 
Adapté du roman homonyme de John Ball, le film raconte l'histoire de Virgil Tibbs, un policier noir du nord des États-Unis, qui se retrouve impliqué dans une enquête sur un meurtre dans la petite ville de Sparta où la plupart des habitants sont fortement racistes. 

## Résumé
Dans le Mississippi  des champs de coton, dans une petite bourgade sordide, Sparta,  un crime vient d'être commis : un industriel sur le point de monter une usine est retrouvé assassiné dans la rue. Un voyageur inconnu assis dans le hall de la gare est arrêté par l'adjoint du shérif, il est aussitôt accusé du meurtre car il est noir et a beaucoup d'argent sur lui. Après vérification de son identité, il s'avère que cet homme venu de Philadelphie est Virgil Tibbs, un officier de police de cette ville. Il est alors relâché sans un mot d'excuse. Son supérieur lui ordonne alors de rester à Sparta et de collaborer avec le shérif Gillespie pour retrouver le meurtrier, demande appuyée par la veuve de la victime qui n'a pas confiance dans la police locale,.
Mais débusquer l'assassin se révèle une tâche difficile, plusieurs fausses pistes sont écartées. Si le chef de la police a des préjugés contre ce Noir qui prétend lui donner des leçons, Tibbs n'en est pas exempt : pour lui le commanditaire de l'assassinat ne peut être que l'ignoble planteur raciste. La vérité va se révéler plus complexe et moins manichéenne.

## Fiche technique
- Titre : Dans la chaleur de la nuit
- Titre original : In the Heat of the Night
- Réalisation : Norman Jewison
- Scénario : Stirling Silliphant, d'après le roman homonyme de John Ball
- Production : Walter Mirisch
- Budget : 2 millions de dollars
- Musique : Quincy Jones
- Chanson titre : Ray Charles
- Photographie : Haskell Wexler
- Montage : Hal Ashby
- Décors : Paul Groesse et Bob Priestley
- Costumes : Alan Levine
- Pays d'origine : États-Unis
- Format : Couleurs - 1,85:1 - Mono - 35 mm
- Genre : film policier
- Durée : 109 minutes
- Date de sortie : 2 août 1967 (première à New York)

## Distribution
- Sidney Poitier (VF : Bachir Touré) : Virgil Tibbs (prononcé « Tebbs » dans la VF)
- Rod Steiger (VF : Jacques Dynam) : Bill Gillespie
- Warren Oates (VF : Georges Aubert) : Sam Wood
- Lee Grant (VF : Paule Emanuele) : Mrs Leslie Colbert
- Quentin Dean (VF : Michèle André) : Delores Purdy
- James Patterson (VF : Serge Sauvion) : Lloyd Purdy (le frère de Delores)
- Larry Gates (VF : Jean Ozenne) : Eric Endicott
- Kermit Murdock (VF : Richard Francœur) : H.E. Henderson, le banquier
- Scott Wilson (VF : Jacques Deschamps) : Harvey Oberst
- Peter Whitney (VF : Pierre Collet) : George Courtney
- Beah Richards (VF : Lita Recio) : Mama Caleba
- Anthony James (VF : Jean Brassat) : Ralph Compton
- Arthur Malet (VF : Maurice Nasil) : Ted Ulam
- Fred Stewart (VF : Fernand Fabre) : Dr Stuart
- William Schallert (VF : Jean Berger) : le maire Schubert
- Larry D. Mann (VF : Henri Poirier) : Tom Watkins
- Phil Adams (VF : Henry Djanik) : un des quatre voyous
- Matt Clark : Packy Harrison
- Jester Hairston : le majordome d'Endicott

## Commentaires
- Au moment de la sortie du film, il y avait des problèmes liés au racisme à Chicago. Le film s'inscrit plus généralement dans la lutte pour les droits civiques[4].
- Le film se caractérise par une grande authenticité du langage, en particulier le ton méprisant et les termes injurieux qu'emploient les Blancs à l'égard des Noirs (dans la version originale en langue anglaise). Il comprend aussi un échange de gifles[4].
- Le tournage s'est déroulé du 26 septembre jusqu'au mois de décembre 1966 à Belleville, Chester, Dyersburg, Freeburg et Sparta.
- Le film a donné lieu à deux suites, l'une en 1970 avec Appelez-moi Monsieur Tibbs et L'Organisation en 1971. Sidney Poitier y reprend le rôle de Virgil Tibbs. Une série dérivée a été diffusée à la télévision de 1988 à 1995.
- Ray Charles interprète, sur une musique de Quincy Jones, la chanson titre du film intitulée In the Heat of the Night[3].
- « Appelez-moi Monsieur Tibbs ! » a été classé 16e par l'American Film Institute dans son Top 100 des répliques du cinéma américain. Cette réplique sera aussi le titre de la suite du film.

## Distinctions
- 5 Oscars en 1968[3] :
  - meilleur film (premier film américain interdit aux moins de treize ans lors de sa sortie en salles à avoir obtenu l'Oscar du Meilleur film) ;
  - meilleur acteur pour Rod Steiger ;
  - meilleur scénario adapté ;
  - meilleur montage ;
  - meilleur mixage de son.
- 3 Golden Globes :
  - meilleur film dramatique ;
  - meilleur scénario ;
  - meilleur acteur dans un film dramatique en 1968 pour Rod Steiger.
- Prix Edgar-Allan-Poe du meilleur scénario.
- Le film fut sélectionné en 2002 par la National Film Registry.